# Pişmaniye

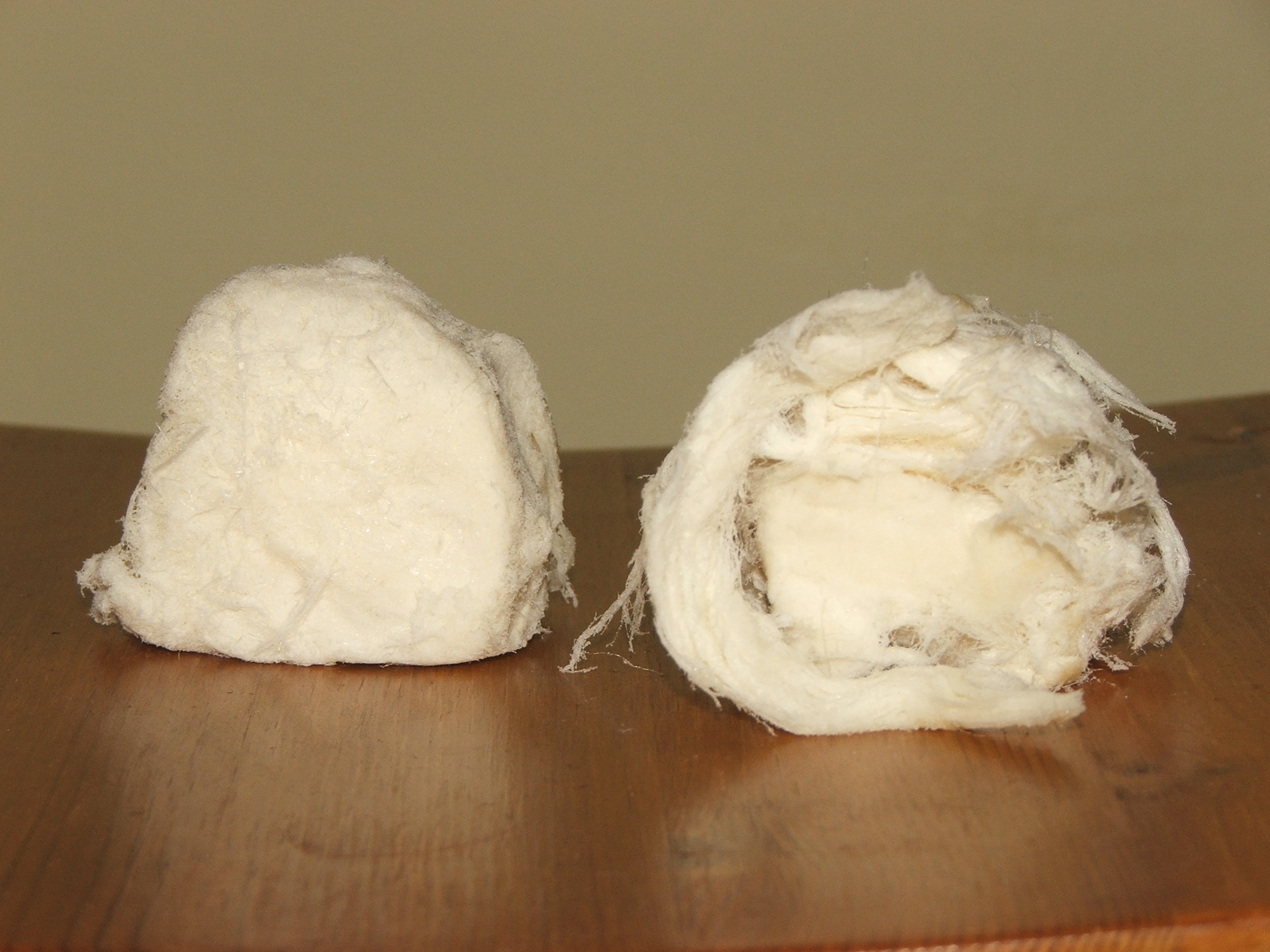
Pişmaniye.

El pişmaniye es un dulce turco en hebras finas hecho mezclando harina tostada con mantequilla en azúcar caramelizada. A veces se guarnece con pistacho molido. Aunque su textura es parecida a la del algodón de azúcar, tanto su forma de preparación como sus ingredientes son diferentes.
Hasta tiempos recientes el pişmaniye solía hacerse en casa particulares en la mayoría de Turquía, pero esta tradición está desapareciendo rápidamente. Actualmente el proceso de fabricación está parcialmente mecanizado. Hay muchos nombres turcos usando en diferentes provincias, siendo los más frecuentes tel helva, çekme helva, tel tel, tepme helva y keten helva.

## Origen
La primera referencia turca al pişmaniye es una receta de Şirvani, un médico que escribió en sobre 1430. La forma persa pashmak, que es el origen del nombre turco pişmaniye, aparece en las obras del poeta iraní Ebu Ishak, también conocido como Bushak (†1423 o 1427).